# メキシコ音楽映像事業者協会
メキシコ音楽映像事業者協会（メキシコおんがくえいぞうじぎょうしゃきょうかい、スペイン語: Asociación Mexicana de Productores de Fonogramas y Videogramas、略して AMPROFON）は、メキシコの国内外のレコード会社で構成される非営利団体。1963年4月3日に結成され、メキシコの音楽市場の 70% を超える音楽事業者が参加する業界団体となっている。IFPI（国際レコード・ビデオ製作者連盟）の参画団体でもある。

## 沿革
1963年4月3日の結成時には「音楽ディスク事業者団体」(AMPRODISC) という名称だった。その目的は音楽録音事業者の権利と利益に関する代表団体を作ることだった。その参加者は次のとおりだった。
- Compañía Importadora de Discos, S.A.
- CBS de Mexico, S.A.
- Discos Mexicanos, S.A.
- Fábrica de Discos Peerless, S.A.
- GAMMA, S.A.
- Panamericana de Discos, S.A.
- RCA Victor Mexicana, S.A.

1971年7月26日に名称が「メキシコ音楽事業者協会」(Asociación Mexicana de Productores de Fonogramas) となり、さらに音楽ビデオという新しいメディアの登場によって、1990年5月3日に現在の名称へと変更された。

## ゴールドディスク認定
メキシコ音楽映像事業者協会はメキシコでリリースされた楽曲のゴールドディスク認定を行っている。その認定枚数はリリース形式と出荷数によって以下のように違ってくる。認定は通常、販売数でなく、出荷数に基づいて行われる。
| 形式                     | 認定枚数 | 認定枚数 | 認定枚数     | 認定枚数                      |
| 形式                     | ゴールド | プラチナ | ダイアモンド | 期間                          |
| ------------------------ | -------- | -------- | ------------ | ----------------------------- |
| アルバム                 | 100,000  | 250,000  | 1,000,000    | - 1998年12月31日              |
| アルバム                 | 75,000   | 150,000  | 1,000,000    | 1999年1月1日 - 1999年12月31日 |
| アルバム                 | 75,000   | 150,000  | 500,000      | 2000年1月1日 - 2003年6月30日  |
| アルバム                 | 50,000   | 100,000  | 500,000      | 2003年7月1日 - 2007年12月31日 |
| アルバム                 | 40,000   | 80,000   | 400,000      | 2008年1月1日 - 2009年6月30日  |
| アルバム                 | 30,000   | 60,000   | 300,000      | 2009年7月1日 -                |
| アルバム（ダウンロード） | 5,000    | 10,000   |              |                               |
| アルバム（プリロード）   | 50,000   | 100,000  | 500,000      | - 2008年5月31日               |
| アルバム（プリロード）   | 50,000   | 100,000  | 400,000      | 2008年6月1日 -                |
| トラック（ダウンロード） | 1,500    | 3,000    |              | - 2010年8月31日               |
| トラック（ダウンロード） | 30,000   | 60,000   | 300,000      | 2010年9月1日 -                |
| トラック（プリロード）   | 50,000   | 100,000  | 500,000      | - 2010年8月31日               |
| 音楽 DVD                 | 10,000   | 20,000   |              |                               |
| 音楽 DVD（プリロード）   | 50,000   | 100,000  | 500,000      |                               |
| 着メロ                   | 40,000   | 80,000   | 400,000      |                               |

メキシコの売上認定の方法は、他の国々とは違ったところがある。多くの国々は、ゴールドの次はプラチナ、その次はプラチナの倍数（例えばダブル・プラチナ、トリプル・プラチナ）となる。しかしメキシコの場合、プラチナとゴールドの組み合わせで認定レベルを上げてゆく。例えばゴールド、プラチナ、プラチナ＋ゴールド、2×プラチナ、2×プラチナ＋ゴールド、という具合である。

## 音楽チャート
以下のチャートは毎週水曜日の晩に更新され、全国のセールスをもとに4つの異なったチャートが発表される。
- トップ100メヒコ・アルバム・チャート - 全国で最も売れているアルバムの上位100位。EP も含め、全てのジャンルが対象になる。
- スペイン語アルバム・チャート - 国を問わず、スペイン語で歌われたポップス、ロック、ダンス音楽のアルバムの上位20位。スペイン語のあらゆるアルバムがエントリー可能である。
- ポピュラー音楽アルバム・チャート - ランチェラやグルペロなど、メキシコの地域音楽のトップ20。
- 国際アルバム・チャート - チャート名に「英語」(Inglés) と付けられているが、このチャートは非英語圏のアルバムも国を問わずこのチャートにエントリーされるため、「国際的」なリリースに関するチャートとなっている。スペイン語のアルバムは除外される。

メキシコ音楽映像事業者協会はシングルのリリースに関するチャートは運営していないが、2009年6月30日まではその出荷枚数に応じたゴールドディスク認定をしていた。